# Reverence (album)
 For alternative betydninger, se Reverence. (Se også artikler, som begynder med Reverence)
Reverence er debutalbummet fra den britiske electronica-gruppe Faithless, udgivet i april 1996. Albummet indeholder flere singler som efterfølgende er blevet klassikere for bandet, deriblandt "Don't Leave", "Salva Mea" og "Insomnia". Det blev nr. 26 på den britiske hitliste.
Senere samme år blev albummet genudgivet som Reverence / Irreverence med en ekstra cd med remix af de originale sange.

## Spor
1. "Reverence" – 7:43
2. "Don't Leave" (feat. Pauline Taylor)– 4:02
3. "Salva Mea" – 10:47
4. "If Lovin' You is Wrong" – 4:17
5. "Angeline" – 3:37
6. "Insomnia" – 8:47
7. "Dirty Ol' Man" – 3:05
8. "Flowerstand Man" (feat. Dido)– 3:22
9. "Baseball Cap" – 2:56
10. "Drifting Away" (feat. Penny Shaw)– 4:09

Skabelon:Navboks Faithless